# Tidemann Vorrade

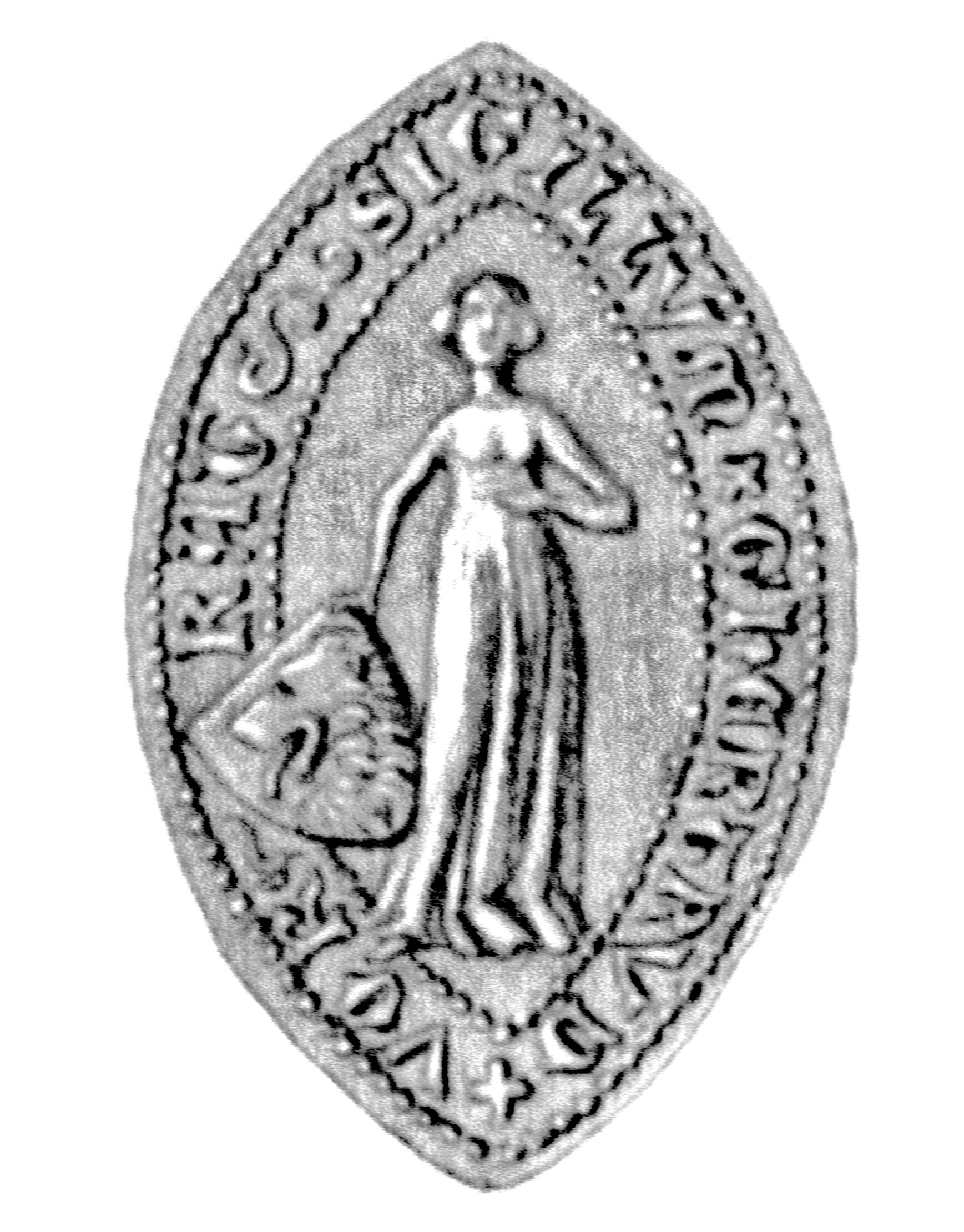
Siegel der Witwe Tidemann Vorrades

Tidemann Vorrade (* 14. Jahrhundert; † 1385) war Ratsherr der Hansestadt Lübeck.

## Leben
Tidemann Vorrade wurde 1384 in den Lübecker Rat erwählt. Er war Sohn des Lübecker Bürgermeisters Bertram Vorrade, dessen Haus in der Schildstraße 12 er auch bewohnte, und Mitglied der Zirkelgesellschaft. Vorrade war verheiratet mit Gesche, einer Tochter des Ratsherrn Johann Pleskow. Vor den Toren der Stadt gehörten ihm die Güter Stockelsdorf und Mori.
Seine Witwe, de erbare Gese verkaufte die Güter Stockelsdorf und Mori 1410 an den (Neuen) Rat, der sich dafür verpflichtete, aus den Einkünften die von ihr gestiftete Kapelle an Aegidien (Vorrade- oder Kalven-Kapelle, das ist die große querschiffartige Kapelle im Nordschiff, die Wilhelm Jannasch zur Gedenkkapelle ausbauen ließ und die jetzt als Choraufstellfläche genutzt wird) zu unterhalten. Sie wurde hier 1416 auch beigesetzt. Der Verkauf wurde später für unrechtmäßig erklärt, 1441 erhielten die Kalvens als ihre Nacherben die Güter und das Patronat über die Kapelle. Ihre Grabplatte ist nicht erhalten.